# El puente (serie de televisión de 2011)
El puente (en danés: Broen; en sueco: Bron) es una serie de televisión policiaca escandinava, dirigida por Henrik Georgsson, creada y escrita por Hans Rosenfeldt, producida por Nimbus Film y coproducida por Sveriges Television, Danmarks Radio, ZDF, NRK, Lumiere Group. La serie narra la investigación policial que sigue a la aparición de una persona asesinada en el Puente de Øresund que une Suecia y Dinamarca. Fue estrenada por los canales SVT1 y DR1 en el otoño de 2011. El puente fue la primera serie creada y financiada conjuntamente por Suecia y Dinamarca.
La segunda temporada salió al aire en Suecia, Dinamarca, Noruega, Finlandia e Islandia durante diez semanas a partir del 22 de septiembre hasta el 24 de noviembre de 2013 y empezó a transmitirse en el Reino Unido en BBC Four a partir del 4 de enero de 2014. La cuarta temporada se estrenó el 1 de enero de 2018, en los países nórdicos.

## Primera temporada

### Argumento
En medio del puente de Øresund, que conecta Copenhague en Dinamarca con Malmö en Suecia, aparece el cuerpo de una política sueca. El cuerpo, cortado en dos por la cintura, fue colocado precisamente en la frontera entre ambos países, cayendo así en la jurisdicción de las dos agencias de la policía danesa y sueca. Después de un examen más detenido, resulta que el cuerpo, en realidad, está compuesto de dos cuerpos separados. Una mitad que pertenece a una política sueca y la otra mitad a una prostituta danesa. Saga Norén, desde el lado sueco, y Martin Rohde, del danés, conducen la investigación para atrapar al asesino.

### Personajes principales

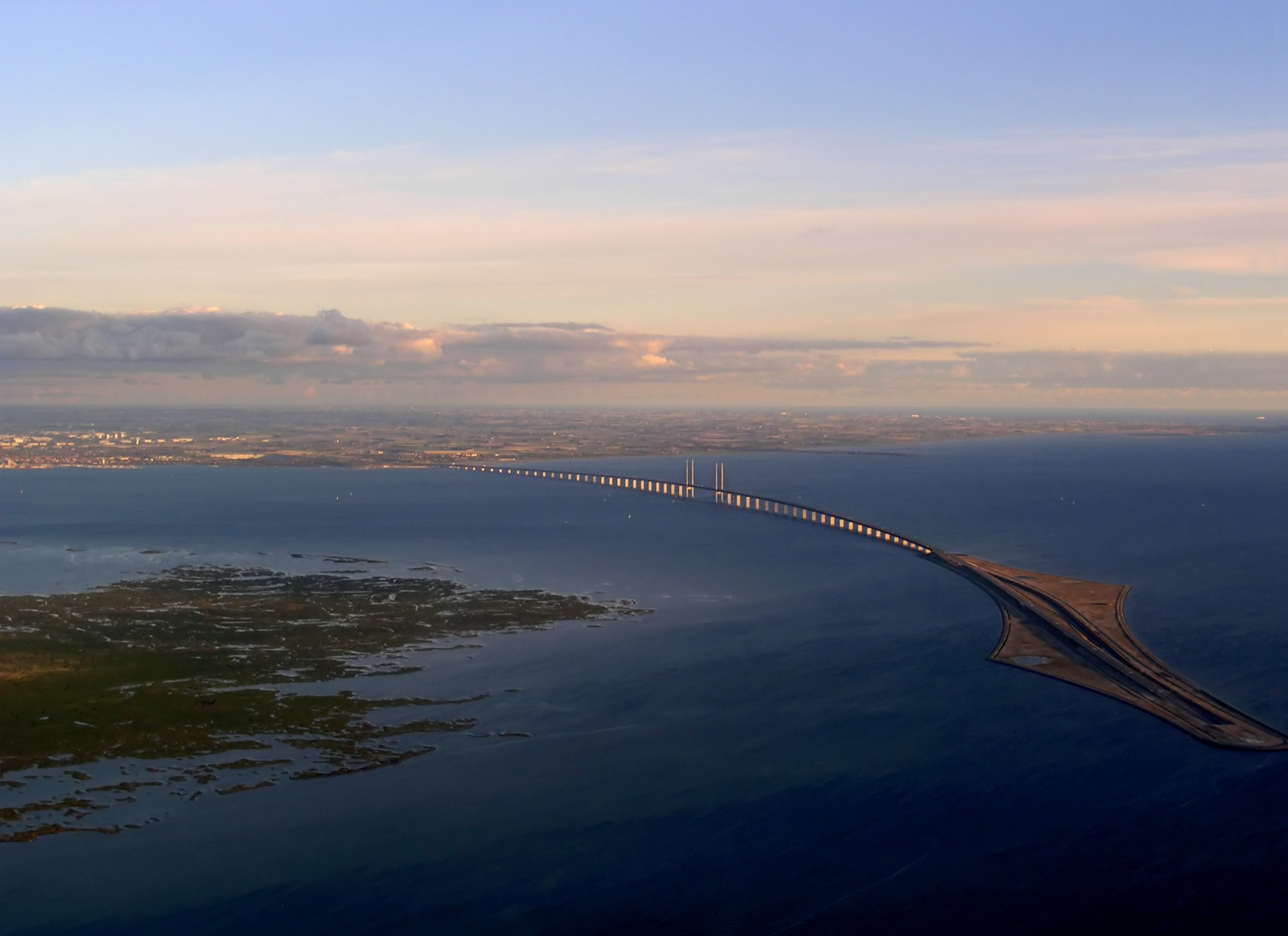
Puente de Øresund escenario de El puente.

- Sofia Helin como Saga Norén, detective en Malmö. (Temporadas 1- )
- Kim Bodnia como Martin Rohde, detective en Copenhague. (Temporadas 1-2)
- Thure Lindhardt como Henrik Sabroe, detective en Copenhague y nuevo compañero de Saga Norén. Está casado y tiene dos hijas, pero esconde un gran secreto familiar a su entorno. (Temporada 3- )
- Dag Malmberg como Hans Petterson, oficial de policía criminal de alto nivel en Malmö. (Temporadas 1- )
- Sarah Boberg como Lillian, una oficial de policía criminal de alto nivel en Copenhague. (Temporadas 1- )
- Rafael Pettersson como John Lundqvist, experto informático de la policía de Malmö (Temporadas 1- )
- Lars Simonsen como Jens Hansen / Sebastián Sandstrod, un excolega de la policía de Martin Rohde. (Temporada 1)
- Christian Hillborg como Daniel Ferbé, periodista del Aftonposten en Malmö. (Temporada 1)
- Ellen Hillingsø como Charlotte Söringer, esposa de Goran Söringer. (Temporada 1)
- Puk Scharbau como Mette Rohde, la esposa de Martin Rohde (Temporadas 1-2)
- Magnus Krepper como Stefan Lindberg, trabajador social en Malmö. (Temporada 1)

Personajes importantes (Temporada 1)
- Emil Birk Hartmann como August Rohde, hijo mayor de Martin Rohde.
- Dietrich Hollinderbäumer como Goran Söringer, un promotor inmobiliario.
- Ellen Hillingsø como Charlotte Söringer, la esposa de Goran Söringer.
- María Sundbom como Sonja Lindberg, la hermana de Stefan.
- Johan Hedenberg como Axel Mossberg.

## Segunda temporada
La segunda temporada comenzó a rodarse en octubre de 2012 y empezó a emitirse en septiembre de 2013.

### Argumento
Un buque se desvía de su ruta y se dirige al Puente de Øresund. La Guardia Costera de Malmö intenta ponerse en contacto con el buque, pero no obtiene respuesta. La tripulación parece haber desaparecido.
Cuando el buque encalla en las barreras de hormigón que protegen el puente, se descubren cinco personas encadenadas, congeladas y exhaustas bajo la cubierta. Saga Norén (Sofia Helin) de la policía de Malmö se hace cargo de la investigación e intenta descubrir la identidad de las cinco personas.
Las víctimas desconocidas, tres suecas y dos danesas, son trasladas al hospital de Malmö. Saga se pone en contacto con su colega Martin Rohde e inician una nueva investigación.

#### Personajes importantes (Temporada 2)
- Vickie Bak Laursen como Pernille, detective danesa de la policía juvenil involucrado en el caso.
- Henrik Lundström como Rasmus Larsson, detective sueco de la policía juvenil involucrado en el caso.
- Tova Magnusson como Viktoria Nordgren, propietaria de la empresa farmacéutica Medisonus, diagnosticada con una enfermedad incurable y con seis meses de vida.
- Sven Ahlström como Oliver Nordgren, hermano de Viktoria, accionista de Medisonus.
- Camilla Bendix como Gertrud Kofoed, científica jefe en Medisonus y esposa de Oliver.
- Fredrik Hiller como Marcus Stenberg, dueño de tienda.
- Lotte Munk como Caroline Brandstrup-Julin, jefa de la reunión en la Cumbre de Medioambiente de la UE de Copenhague.
- Lotte Merete Andersen como Bodil Brandstrup, editora de la publicación, biógrafa de Viktoria Nordgren y hermana de Caroline Brandstrup-Julin.
- Peter Christoffersen como Julian Madsen, propietario de la Consultoría informática de Copenhague.

## Tercera temporada
La tercera temporada comenzó a rodarse en septiembre de 2014 y la emisión del primer capítulo de esta tercera temporada en Suecia y Dinamarca fue el 27 de septiembre de 2015, emitiéndose los domingos a las 20:00 h por DR y SVT. El actor Kim Bodnia abandonó la serie y no participó en la  tercera temporada por diferencias con los productores acerca de la evolución del personaje Martin Rohde, su personaje quedará como que está cumpliendo 10 años de cárcel. Le sustituirá el actor Thure Lindhardt en el papel de Henrik Sabroe.

### Argumento
Ya han pasado 6 meses y Saga Norén sigue en Malmö. Martin Rohde está cumpliendo una pena de prisión de 10 años, y fue el mejor amigo de Saga. Saga sabe muy bien que no puede asociarse con un asesino. Pero le molesta, ya que era su único amigo. Su necesidad crece sólo cuando se asigna un nuevo caso. Una mujer danesa que proclama que se acabe con el debate de género y dueña de la primera guardería de género neutro en Copenhague, aparece asesinada en una zona en construcción en Malmö. Saga se ve obligada a trabajar con un nuevo colega danés. El asesino ha tenido un cuidado estético en su escena del crimen. Deseó que el cadáver fuera encontrado. Este es el primero de una serie de crímenes espantosos ensartados en un caso que involucra a Saga Norén personalmente y cambiará para siempre. Su madre aparece, y quiere que se reconcilie con su padre. Saga la rechaza, sin darse cuenta del enorme impacto que tendrá en su vida y en como llevar la investigación. Luego la madre de Saga aparece muerta y existen sospechas acerca de la culpabilidad de Saga en ese incidente, Un cuento de gran alcance, fascinante e impredecible de la delincuencia creado por personajes interesantes y complejos, la temporada girará en torno al concepto y estructuras de la familia - tanto nuevo, viejo, desviado, clásica, constructiva y destructiva. En el fondo, el puente lleva un tema central de la responsabilidad personal y su significado.
La tercera temporada finaliza con Saga a punto de ser investigada por el asesinato de su madre y Henrik Sabroe dedicándose junto a Saga a encontrar a sus dos hijas desaparecidas seis años atrás.

#### Personajes importantes (Temporada 3)
- Helle Anker: danesa, primera víctima y esposa de Natalie Anker. Directora de Ankerfert (clínica de inseminación), activista del colectivo LGTB.
- Marall Nasiri como Natalie Anker: Esposa de Helle Anker.
- Asbjørn Krogh Nissen como Morten Anker: Hijo de Helle Anker y Villy Bartram. Estuvo en Afganistán como parte de la ISAF y reside en una caravana alejada de la ciudad, está padeciendo algún tipo de trastorno después de su llegada de Afganistán.
- Anton Lundqvist como Rikard Jonsson: Empleado en una empresa de limpieza. Trabaja en la casa de los Andersen en las tareas domésticas y de limpieza.
- Sonja Richter como Lise Friis Andersen: Abogada y bloguera controvertida e influyente que expresa abiertamente su disgusto por el debate de género en Dinamarca. Ella está a favor de las tendencias más conservadoras de la sociedad. Esposa de Lars Andersen.
- Olaf Johannessen como Lars Andersen: Director de "Andersen Transporte & Logística", lugar donde se podría haber asesinado a Helle Anker.
- Kirsten Olesen como Hanne Thomsen: Detective de Copenhague y compañera de Saga Norén, en sustitución de Martin Rohde. No muy participativa en ser la compañera de Saga, debido a que ella en parte hizo que Martin Rohde esté ahora en prisión.
- Maria Kulle como Linn Bjorkmann: Oficial de policía sueca recta, clara y eficaz, toma responsabilidad de la comisaría de Malmö y a su vez se convierte en la nueva jefa de Saga Norén. Investiga el pasado de Saga Norén, sobre todo el suicidio de su hermana. Gracias a la información que le proporciona la propia madre de Saga.
- Åsa Holst: Esposa actual de Freddie Holst y exesposa de Claes Sandberg. Finge estar embarazada de cara al público.
- Nicolas Bro como Freddie Holst: Es un hombre de negocios danés conocido y exitoso. Anteriormente fue socio de Claes Sandberg, y ahora está casado con Åsa, exesposa de Claes. El arte es su preocupación, y acaba de abrir una exposición que permite al público contemplar su impresionante colección.
- Rasmus Hammerich como Colbert: Guardaespaldas de Freddie Holst, trabaja en su mansión.
- Reuben Sallmander como Claes Sandberg: Exsocio de negocios de Freddie Holst, exesposo de la actual esposa de Freddie Holst, Åsa. Da conferencias sobre el sentido de la vida y la felicidad.
- Louise Peterhoff como Annika Melander: Trabaja en una funeraria, parece estar obsesionada con Claes Sandberg, sus conferencias y libros sobre la felicidad de la vida.
- Adam Palsson como Emil Larsson: Trabaja en un museo de arte, propiedad de Freddie Holst. Es un gran experto en todas las obras que allí se exponen y ayuda a Henrik y a Saga en toda la información que necesiten sobre las obras del museo, relacionadas con los crímenes.
- Sarah-Sofie Boussnina como Jeanette Nielsen: Vive en Copenhague con su compañero Marc, que es un jugador compulsivo con muchas deudas. Debido a esto, planean comprar una casa en Suecia y alejarse de Copenhague. Ella está embarazada.
- Michael Slebsager como Marc Skauv: Vive en Copenhague con su compañera Jeanette. Marc es un jugador compulsivo de póquer con muchas deudas y debido a ello debe dinero a Lukas Stenstrup.
- Christopher lÆssØ como Lukas Stenstrup: Acusado de violación y tortura. Lleva un programa en Copenhague para chicos que necesitan ayuda social. Estuvo en la ISAF junto a Morten Anker y Kevin Larsen, un compañero de ellos que se suicidó. Se dedica además a la venta de drogas entre Suecia y Dinamarca.
- Melinda kinnaman como Anna: Nueva directora de EkdahlsHus, empresa inmobiliaria familiar. Tiene marido llamado HÅkan y una hija llamada Viola. Tiene una aventura con Benjamin, un chico de 17 años.
- Henrik Söderling como Benjamin: Chico de 17 años que mantiene una aventura con Anna. Él está totalmente enamorado de Anna.
- Joakim Gräns como HÅkan Ekdahl: Marido de Anna. Está sufriendo una infidelidad por parte de Anna.
- Lars-Ove Abrahamsson: Otra víctima a la cual le arrancaron los testículos. Fue profesor de escuela de niños, hay informes policiales que indica que fue un abusador sexual, por eso los constantes cambios de escuela.
- Margareta Abrahamsson: Hermana de Lars. Es sordomuda y explica a Saga y Henrik porque llevaba 35 años sin ver a su hermano. La razón de tener hijos y no estar cerca de su hermano que es un abusador sexual.
- Anders Hove como Fabian Christensen: Pastor luterano sexagenario, defensor de los matrimonios homosexuales, segunda víctima. Recibía como Helle Anker, cartas (escritas a máquina de escribir) y mensajes de correo electrónico amenazadores.
- Ida Engvoll como Tina: Fotógrafa paparazzi freelance. Mantiene una relación con el experto informático de la comisaría de Malmö, John Lundqvist.
- Kjell Söder: Trabaja en la empresa "Andersen Transporte & Logística", fue la primera persona en encontrar a la víctima.
- Ann Petrén como Marie-Louise Norén: Madre de Saga Norén, se reencuentra con su hija 20 años después. Acusa a su hija del suicidio de su hermana Jennifer y le pide que visite a su padre con quien no mantuvo una grata relación.

## Cuarta temporada

### Argumento
Dos años más tarde, después de pasar más de un año en prisión, Saga Norén es liberada luego de un nuevo juicio que encontró que existían dudas razonables sobre el asesinato de su madre. Henrik Sabroe investiga el asesinato de la directora general del Servicio de Inmigración, Margarethe Thormond, quien ha sido apedreada hasta la muerte. Después de su liberación y asignación para ayudar a Henrik a resolver el caso de asesinato, Saga se muda con él. Ella comienza la terapia después de sufrir un ataque de pánico mientras conduce por el puente y Henrik asiste a las reuniones para los adictos. Allí, se hace amigo de un hombre en silla de ruedas llamado Kevin. Se descubren dos víctimas más y Saga se da cuenta de que cada víctima es asesinada usando un método para ejecutar a los presos condenados a muerte, lo que sugiere un total de siete víctimas, con cuatro por venir. También señala que las víctimas son seleccionadas no por sus acciones sino por algo que sus seres queridos han hecho.
A medida que más personas son asesinadas, Henrik se da cuenta de que el vínculo común entre las víctimas es la gente asociada con Tommy, un gánster y un informador de la policía que Henrik conocía. Tommy le había dicho a Henrik cuándo y dónde estaría su pandilla atacando a otra pandilla, pero el fiscal se negó a seguir la pista. La redada provocó un derramamiento de sangre y una serie de muertes, que resultaron en la ejecución de Tommy como informador de la policía, un hecho revelado inadvertidamente por un periodista cuyo hermano fue una de las víctimas. La participación de Henrik y Lilian en ese caso hace que sus seres queridos sean víctimas potenciales de futuros asesinatos porque se considera que han traicionado a Tommy. Kevin se revela como el hijo de Tommy, cuyo verdadero nombre es Brian.
Mientras tanto, Saga se ha quedado embarazada y decide abortar, lo que molesta a Henrik. Ella acepta continuar con el embarazo siempre que él se quede con el bebé y lo críe solo. Más tarde, Saga se da cuenta de que está enamorada de Henrik, por lo que aborta para eliminar un posible obstáculo para su relación con él. Cuando ella se lo dice a Henrik, él se enfada y la echa de la casa. Actuando en conversaciones con su terapeuta, Saga decide enmendar su error y redobla sus esfuerzos para encontrar a las hijas de Henrik. Un encuentro casual con Christoffer, cuyo padre era una figura menor en la investigación, le permite rastrear a una de las hijas de Henrik, Astrid, que vive como la hija de otro hombre en una comunidad cerrada. Reunida con Henrik, Astrid le dice que su otra hija, Anna, murió de apendicitis no tratada.
Saga descubre que el asesino es la antigua amante de Tommy, Susanne Winter, asistente personal de los Thormonds. Winter es arrestada y proporciona detalles sobre los asesinatos. Con la ayuda de su terapeuta, Saga deja de lado su culpa por el suicidio de su hermana. Su terapeuta sugiere que Saga se hizo oficial de policía para reparar el suicidio de su hermana. La patóloga, que admira a Saga, ayuda a confirmar que su madre sufrió un problema psicológico y probablemente causó la muerte de su hermana. Con su culpa resuelta, Saga descubre que puede explorar la vida fuera de la policía.
Sin embargo, cuando es convocada para hablar con una excompañera de prisión, Saga se entera de que Susanne Winter no estaba actuando sola. Mientras tanto, Henrik está tratando de reconstruir su relación con Astrid. Brian inesperadamente viene a visitarlos una noche para celebrar. Cuando Henrik se da vuelta, Brian se levanta de su silla de ruedas y lo ataca. Ata a Henrik y Astrid, y le pide a Henrik que lo mire mientras le dispara a Astrid. Henrik se niega, así que Brian le dispara en la pierna y le dice que la continuará mutilando hasta que Henrik abra los ojos. Se escucha un disparo y Henrik ve que Brian ha sido asesinado a tiros por Saga.
Saga visita a Henrik y le dice que se tiene que ir a explorar las cosas que quiere hacer, pero le promete mantenerse en contacto. Al regresar a Malmö, se detiene en el punto medio para arrojar su placa de policía al mar.

## Readaptaciones
- The Bridge (serie de televisión) (México - Estados Unidos)
- The Tunnel (Francia - Reino Unido)